# Андреас Глініадакіс
Андре́ас Глініада́кіс (грец. Ανδρέας Γλυνιαδάκης; народився 26 серпня 1981; Ханья, Крит, Греція) — грецький професіональний баскетболіст, який виступав на позиції центрового. У 2003 році Глініадакіс був обраний клубом «Детройт Пістонс» у другому раунді драфту під 58 номером. У складі національної збірної Греції учасник Олімпіади 2008.

## Біографія

### Європа
Перед тим як поїхати до Сполучених Штатів, Глініадакіс виступав у себе на батьківщині у юнацькій команді «Кідонас» з міста Ханья. Свою професіональну кар'єру розпочав у клубі «Панатінаікос». В «Панатінаікосі» Глиніадакіс провів 4 сезони, після чого змінив декілька інших клубів грецької ліги: «Панеллініос», «Перістері» та «АЕК».
В травні 2007 року Глініадакіс підписав контракт з клубом Італійської ліги «Віртус». У вересні 2007 року Глініадакіс повернуся до «АЕКу», проте афінську команду він залишив вже 1 жовтня того ж року. Потім він приєднався до клубу Грецької ліги «Маруссі». Глиніадакіс був визнаний найкращим гравцем першого туру ліги УЛЕБ 2008—2009
У 2009 році Глініадакіс підписав контракт з грецьким клубом «Олімпіакос».

### НБА
У 2003 році Глініадакіс був обраний клубом «Детройт Пістонс» у другому раунді драфту НБА 2003 під 58 номером. В сезоні 2005-06 Глиніадакіс виступав у команді D-ліги «Роанок Деззл». Він грав за «Атланта Гокс» у рамках предсезонних матчів у 2006 році, проте так і не був підписаний керівництвом клубу на регулярний чемпіонат. Глініадакіс також виступав за клуб Ліги-Р «Альбукерке Сандербердс», у складі якої виграв чемпіонат у 2006 році.
5 листопада 2006 року Глініадакіса підписав клуб НБА «Сіетл Суперсонікс». У складі «Суперсонікс» грецький центровий вийшов на паркет у 13 іграх, при цьому він набирав у середньому 1.3 очка за гру. Проте вже 4 січня 2007 року керівництво клубу розірвало контракт з Глиніадакісом. Він виступав за «Бостон Селтікс» у Літній лізі, матчі якої проходили у Лас-Вегасі, Невада.

### Національна збірна Греції
Глініадакіс грав за юніорську збірну Греції, у складі якої він виступав на чемпіонаті Європи 1997 серед юнаків віком до 16 років та виборов бронзові медалі на чемпіонаті Європи 1998 серед юнаків віком до 18 років. Глініадакіс також виступав на чемпіонаті світу 1999 серед юнаків віком до 18 років та чемпіонаті світу 2000 серед юнаків віком до 20 років.
Глініадакіс був обраний до складу національної збірної Греції на Олімпіаду 2008.

## Нагороди та досягнення
- Юнацька збірна Греції з баскетболу віком до 18 років
  - Чемпіонат Європи з баскетболу 1998 серед юнаків віком до 18 років — бронзові медалі
- «Панатінаікос»
  - Грецька ліга (4): 1997—1998, 1998—1999, 1999—2000, 2000—2001
  - Євроліга (1): 1999—2000
- «Альбукерке Сандербердс»
  - Ліга-Р (1): 2005—2006